# Minster-in-Thanet
Minster-in-Thanet eller Minster är en ort och civil parish i grevskapet Kent i sydöstra England. Orten ligger i distriktet Thanet, sydväst om Kent International Airport. Civil parishen hade 3 911 invånare vid folkräkningen år 2021.